# Coros de Clave
Los Coros de Clave fueron agrupaciones corales populares que surgieron a fines del siglo XIX en La Habana y otras ciudades de Cuba.

## Origen
El gobierno colonial de Cuba solo permitió que los negros, libres o esclavos, cultivaran sus tradiciones culturales dentro de los límites de ciertas sociedades de ayuda mutua, cuya fundación se remonta al siglo XVI. Según David H. Brown, aquellas sociedades, llamadas cabildos, “proveían en caso de enfermedad o muerte, celebraban misas para los difuntos, colectaban fondos para la liberación de sus miembros de la esclavitud, organizaban regularmente danzas y actividades recreativas los domingos y días de fiesta, y patrocinaban misas, procesiones y bailes de carnaval alrededor del ciclo anual de festivales católicos.”
En los Cabildos del poblado de Trinidad existieron agrupaciones corales desde mediados del siglo XIX, que interpretaban las llamadas Tonadas Trinitarias. Existen referencias de que ya hacia 1860, las Tonadas Trinitarias eran interpretadas durante las festividades locales por coros de diferentes barrios, que se reunían para competir mientras desfilaban por las calles.
También en los locales de los Cabildos de algunos barrios de La Habana, Matanzas, Sancti Spíritus y Trinidad se organizaron durante el siglo XIX unas agrupaciones corales que realizaban actividades competitivas, y que en ocasiones eran visitadas por las autoridades locales y vecinos, los cuales les brindaban propinas y otros regalos. Aquellas agrupaciones corales llevaban usualmente el nombre de sus localidades regionales, y en ocasiones llegaron a incluir hasta cien o más participantes. Sus cantos buscaban probablemente distraer a las autoridades locales del verdadero propósito de sus reuniones, el cual era la celebración de actividades rituales propias de sus religiones originales africanas.

## Características
El nombre Coros de Clave proviene muy probablemente del principal instrumento con que se acompañaban esas actividades corales, la Clave cubana, que ejecutaba el ritmo principal de sus cantos, la hemiola vertical, la cual era también característica de la Contradanza de ritmo ternario. La hemiola vertical constituye el elemento más esencial del ritmo sesquiáltero, y consiste en la práctica de superponer una pulsación rítmica binaria a una ternaria, de la manera siguiente:

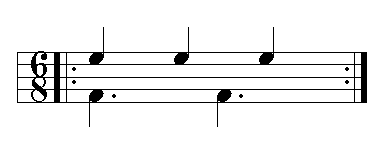
Hemiola vertical.

El acompañamiento de los coros incluía una guitarra y la percusión era ejecutada sobre la caja de resonancia de un banjo norteamericano sin cuerdas, debido a que estaba prohibido tocar tambores de origen africano en las ciudades.
Un solista daba comienzo a la canción entonando una melodía sin texto y también improvisaba variaciones sobre los temas que cantaba el coro. Un participante llamado "censor" se encargaba de supervisar el lenguaje utilizado en los cantos.
Algunos de los más importantes Coros de Clave en La Habana fueron: La Generación, La Juventud, El Desengaño y Flor del Día. El famoso rumbero y sonero Ignacio Piñeiro comenzó su carrera musical como solista (llamado "decimista") en reconocidos Coros de Clave como “El timbre de Oro" y “Los Roncos” del barrio de Pueblo Nuevo.

## Clave (género de la música popular cubana)
El estilo de los Coros de Clave, y particularmente su ritmo, dio lugar más tarde a un género popular llamado Clave, el cual muy probablemente haya constituido el modelo original para la posterior creación de la Criolla (género musical). Ambos estilos fueron muy populares en el teatro vernáculo cubano.